# Thorwald Veneberg
Thorwald Veneberg (Ámsterdam, 16 de octubre de 1977) es un ciclista neerlandés.

## Biografía
Campeón de Países Bajos sub-23 en 2000, Thorwald Veneberg pasó a profesional el año siguiente con el equipo Rabobank. Paralelamente a su debut en la carrera deportiva, continua sus estudios en quinesiología. Ganó el Scheldeprijs Vlaanderen en 2005. Ese mismo año, participa ayudando a Denis Menchov en la Vuelta a España; esta Vuelta se volvería victoriosa para el ruso después de la descalificación de Roberto Heras por dopaje. En marzo de 2006, se cae durante la Tirreno-Adriático y se fractura una clavícula.
A la conclusión de la temporada 2007, después de la no renovación de su contrato con el Rabobank, decide acudir a la justicia holandesa. Esta dice que el equipo está en su derecho de no renovarle ya que los corredores dependen de sus logros deportivos para que la dirección del equipo tome sus decisiones. No encontró trabajo en ningún equipo para la temporada 2008.
En 2009 se convirtió en seleccionador de Países Bajos en categorías júnior y sub-23.

## Palmarés
1998
- 2 etapas del Tour de Normandía

1999
- Volta a Lleida

2004
- Tour de Frise (ex-aequo con otros 21 corredores)

2005
- Scheldeprijs Vlaanderen

## Resultados en Grandes Vueltas y Campeonatos del Mundo
| Carrera         | Carrera         | 2001 | 2002 | 2003 | 2004 | 2005 | 2006 | 2007 |
| --------------- | --------------- | ---- | ---- | ---- | ---- | ---- | ---- | ---- |
|                 | Giro de Italia  | —    | 65.º | —    | —    | Ab.  | —    | —    |
|                 | Tour de Francia | —    | —    | —    | —    | —    | —    | —    |
|                 | Vuelta a España | 78.º | —    | —    | 48.º | 92.º | —    | —    |
| Mundial en Ruta | Mundial en Ruta | Ab.  | —    | —    | Ab.  | —    | —    | —    |

—: no participa

Ab.: abandono